# Freilingen (Nadrenia-Palatynat)
Freilingen – miejscowość i gmina w Niemczech, w kraju związkowym Nadrenia-Palatynat, w powiecie Westerwald, wchodzi w skład gminy związkowej Selters (Westerwald).
Po raz pierwszy wzmiankowana w XI wieku. jako Vriligoim. Należała do grafów von Sayn a potem von Wied. Przez miejscowość przebiegała uczęszczana droga handlowa z Kolonii do Frankfurtu (dzisiejsza B8). W 1616 otworzono stację pocztową księstwa Thurn und Taxis. Na przełomie XIX i XX w. powstała działająca do dziś ochotnicza straż pożarna.
Obecnie jest to znany ośrodek turystyczny, oferujący wiele tras pieszych i ścieżek rowerowych. Turyści mogą korzystać także z kąpieliska, campingu i pola golfowego.